# Barrio Solanos
Barrio Solanos är en ort i kommunen Otzolotepec i delstaten Mexiko i Mexiko. Samhället hade 414 invånare vid folkräkningen år 2020.